# Хейвуд, Спенсер
Спе́нсер Хе́йвуд (англ. Spencer Haywood; родился 22 апреля 1949 года в Сильвер-Сити, штат Миссисипи, США) — профессиональный американский баскетболист, выступавший в Американской баскетбольной ассоциации (АБА) и Национальной баскетбольной ассоциации (НБА), Олимпийский чемпион 1968 года в составе сборной США. Хейвуд только за свой единственный сезон в АБА становился Самым ценным игроком Матча всех звёзд АБА, Новичком года АБА и Самым ценным игроком АБА, а позже вошёл в число тридцати величайших игроков АБА, сформировавших в 1997 году сборную всех времён.

## Ранние годы и колледж
Хейвуд родился в маленьком городке Сильвер-Сити, штат Миссисипи в многодетной семье при тотальной бедности. Послевоенный период оказался очень тяжёлым и, пользуясь случаем, будущий баскетболист в 15 лет переезжает сначала в Чикаго, а потом в Детройт к своему брату. Приведя к чемпионству Мичигана свою школу Першинга, Хейвуд поступает в Тринидадский колледж в Колорадо. Первый год в баскетбольной команде колледжа Спенсер окончил с показателями 28,2 очка и 22,1 подбора и, вместе с другими непрофессионалами, был приглашён представлять свою страну на Летних Олимпийских играх 1968 в Мехико. Из-за войны во Вьетнаме и, в частности, спорных решений правительства США по отношению к афроамериканскому населению на ней многие афроамериканские спортсмены, среди которых и Лью Алсиндор бойкотировали Олимпиаду. Несмотря на это, большинство из приглашённых к участию всё же поехали в Мехико, однако в знак солидарности с незаслуженно погибшими афроамериканцами и неодобрением властью все они, включая и Хейвуда, на медальной церемонии во время исполнения гимна одевали символическую чёрную перчатку. Сборная США, в которой Хейвуд был лидером по очкам (16,1 в среднем за игру) и установил рекорд по проценту попадания с игры — 71,9 %, обыграла в финале сборную Югославии и завоевала золотые медали. После успешного выступления на Олимпиаде Спенсер Хейвуд принимает стипендию от Детройтского университета в Мерси и начиная со второго курса выступае за его университетскую команду. Сезон 1968/69 Спенсер проводит ещё сильнее, набирая в среднем за игру 32,1 очка и делая 21,5 подбора. По окончании его Хейвуд решил отказаться от ещё двух, обязательных для того времени, лет и подписать контракт с командой АБА «Денвер Рокетс».

## Профессиональная карьера

### АБА
Первый свой сезон в профессиональном баскетболе Спенсер Хейвуд провёл на высочайшем уровне, набирая в среднем за игру сезона 30,0 очков и делая 19,5 подбора (рекорд АБА среди всех игроков) в среднем за игру. Завоевав сначала в середине сезона титул «Самого ценного игрока Матча всех звёзд АБА», в самом матче набрав 23 очка и сделав 19 подборов и 7 блок-шотов. После окончания регулярного сезона Хейвуд получил и награды «Новичок года АБА» и «MVP АБА», однако «Рокетс» проиграли в финале Конференции «Лос-Анджелес Старз».

### Карьера в НБА
После феноменального сезона в АБА Спенсер ошеломил НБА, покинув «Денвер» и подписав соглашение с «Сиэтл Суперсоникс», что запрещалось тогдашними правилами лиги, так как Хейвуд не окончил университет. Подписание контракта с «Сиэтл Суперсоникс» сопровождалось сопротивление со стороны управления НБА и команд из неё, поскольку если бы не это нарушение, Хейвуд должен был бы выставлять свою кандидатуру только на драфте 1972 года. В итоге НБА подала в суд на «Суперсоникс» и завелось дело, позже известное как Haywood v. National Basketball Association. Верховный суд, приняв во внимание аргумент Хейвуда, что он единственный кормилец в семье и обеспечивает своих родителей и близких, вынес решение в пользу Спенсера, тем самым изменив историю НБА и баскетбола в целом. После окончания судебного процесса баскетболист сыграл за «Суперсоникс» в конце сезона 33 игры и закончил его со статистикой 20,6 очка и 12 подборов в среднем за игру.
В первом полном сезоне Хейвуд вышел на свой уровень игры и вызывался на Матч всех звёзд, а по завершении сезона был выбран в первую сборную всех звёзд НБА. Однако его средние 26,3 очка и более 12 подборов всё же не помогли «Сиэтл Суперсоникс» выйти даже в плей-офф. Следующий сезон был также успешным для Хейвуда, но неудачным для команды, так ни разу не выходившей в плей-офф с начала существования. Благодаря 29,2 очка и 12,9 подбора Спенсер во второй раз участвует в Матче всех звёзд НБА и попадает в сборную всех звёзд НБА. За следующие два сезона в «Сиэтле» Спенсер Хейвуд немного теряет в результативности и в них, также вызываясь на Матч всех звёзд по итогам регулярного сезона избирается только во вторые сборные всех звёзд. Только в последнем для Хейвуда сезоне за «Соникс» команда впервые в истории смогла пробиться в плей-офф НБА и обыграла там в первом раунде «Детройт Пистонс» с Бобом Ленье и Дэйвом Бингом в составе, но проиграла будущим чемпионам «Голден Стэйт Уорриорз» в следующем раунде.
После этого сезона Хейвуд был продан «Нью-Йорк Никс» в обмен на право выбора на драфте и наличные. В Нью-Йорке Спенсер вёл публичный образ жизни и женился на знаменитой модели Иман. В середине сезона 1976/77 клуб из-за травмы Хейвуда приобретает на его позицию очень сильного конкурента Боба Макаду, который и становится основным в «Никс» даже после возвращения в строй Спенсера. В последнем неполном сезоне за «Нью-Йорк» Спенсер набирал 17,8 очка и после 34 игр в нём после ухода из клуба Уолт Фрейзер и уже возрастным Эрлом Монро был обменян на Джо Мэриуэзера в «Нью-Орлеан Джаз», в котором отыграл ещё столько же игр сезона. Вместе с Питом Маравичем они стали лидерами команды, но Хейвуд так и не смог спасти команду от последнего места в лиге после ужасного начала регулярного сезона. Однако 24,0 очка, 9,6 подбора, 1,6 блок-шота и 0,9 перехвата в среднем за игру всё же обнадёжили многих и после переезда «Джаз» в Юту они обменяли его на Эдриана Дэнтли в «Лос-Анджелес Лейкерс».
В составе «Лос-Анджелес Лейкерс» Спенсер преимущественно играл тяжёлого форварда вместе с Джимом Чонсом, поскольку позицию центрового занимал Карим Абдул-Джаббар. Именно с «Лейкерс» Хейвуд выиграл своё единственное чемпионство НБА и первое для команды в эпоху «Шоутайм». Средние 9,7 очка за игру, а также ссора с главным тренером Полом Уэстхедом после которой Спенсер был отстранён от игр финальной серии с «Филадельфией 76» не удовлетворили руководителей клуба и они не стали платить высокую зарплату игроку с ограниченной ролью в команде и следующий сезон Хейвуд проводит в Италии.
Подписав годичный контракт с клубом Серии A «Рейер Венеция» Спенсер отыграл в Венеции полный сезон, после завершения которого вернулся в НБА в клуб «Вашингтон Буллитс». За два сезона Хейвуд сыграл в более чем 100 играх за «Буллитс» ив них набирал в среднем 12,7 очка за игру. В марте 1983 года Спенсер Хейвуд завершил профессиональную карьеру в возрасте 33 лет.

## Статистика

### Статистика в НБА
| Сезон                                                                                    | Команда         | Регулярный сезон | Регулярный сезон | Регулярный сезон | Регулярный сезон | Регулярный сезон | Регулярный сезон | Регулярный сезон | Регулярный сезон | Регулярный сезон | Регулярный сезон | Регулярный сезон | Серия плей-офф | Серия плей-офф | Серия плей-офф | Серия плей-офф | Серия плей-офф | Серия плей-офф | Серия плей-офф | Серия плей-офф | Серия плей-офф | Серия плей-офф | Серия плей-офф |
| Сезон                                                                                    | Команда         | GP               | GS               | MPG              | FG%              | 3P%              | FT%              | RPG              | APG              | SPG              | BPG              | PPG              | GP             | GS             | MPG            | FG%            | 3P%            | FT%            | RPG            | APG            | SPG            | BPG            | PPG            |
| ---------------------------------------------------------------------------------------- | --------------- | ---------------- | ---------------- | ---------------- | ---------------- | ---------------- | ---------------- | ---------------- | ---------------- | ---------------- | ---------------- | ---------------- | -------------- | -------------- | -------------- | -------------- | -------------- | -------------- | -------------- | -------------- | -------------- | -------------- | -------------- |
| 1970/71                                                                                  | Сиэтл           | 33               |                  | 35,2             | 44,9             |                  | 73,4             | 12,0             | 1,5              |                  |                  | 20,6             | Не участвовал  | Не участвовал  | Не участвовал  | Не участвовал  | Не участвовал  | Не участвовал  | Не участвовал  | Не участвовал  | Не участвовал  | Не участвовал  | Не участвовал  |
| 1971/72                                                                                  | Сиэтл           | 73               |                  | 43,4             | 46,1             |                  | 81,9             | 12,7             | 2,0              |                  |                  | 26,2             | Не участвовал  | Не участвовал  | Не участвовал  | Не участвовал  | Не участвовал  | Не участвовал  | Не участвовал  | Не участвовал  | Не участвовал  | Не участвовал  | Не участвовал  |
| 1972/73                                                                                  | Сиэтл           | 77               |                  | 42,3             | 47,6             |                  | 83,9             | 12,9             | 2,5              |                  |                  | 29,2             | Не участвовал  | Не участвовал  | Не участвовал  | Не участвовал  | Не участвовал  | Не участвовал  | Не участвовал  | Не участвовал  | Не участвовал  | Не участвовал  | Не участвовал  |
| 1973/74                                                                                  | Сиэтл           | 75               |                  | 40,5             | 45,7             |                  | 81,4             | 13,4             | 3,2              | 0,9              | 1,4              | 23,5             | Не участвовал  | Не участвовал  | Не участвовал  | Не участвовал  | Не участвовал  | Не участвовал  | Не участвовал  | Не участвовал  | Не участвовал  | Не участвовал  | Не участвовал  |
| 1974/75                                                                                  | Сиэтл           | 68               |                  | 37,2             | 45,9             |                  | 81,1             | 9,3              | 2,0              | 0,8              | 1,6              | 22,4             | 9              |                | 37,4           | 35,9           |                | 77,0           | 9,0            | 2,0            | 0,8            | 1,2            | 15,7           |
| 1975/76                                                                                  | Нью-Йорк        | 78               |                  | 37,1             | 44,5             |                  | 75,7             | 11,3             | 1,2              | 0,7              | 1,0              | 19,9             | Не участвовал  | Не участвовал  | Не участвовал  | Не участвовал  | Не участвовал  | Не участвовал  | Не участвовал  | Не участвовал  | Не участвовал  | Не участвовал  | Не участвовал  |
| 1976/77                                                                                  | Нью-Йорк        | 31               |                  | 32,9             | 45,0             |                  | 83,2             | 9,0              | 1,6              | 0,5              | 0,9              | 16,5             | Не участвовал  | Не участвовал  | Не участвовал  | Не участвовал  | Не участвовал  | Не участвовал  | Не участвовал  | Не участвовал  | Не участвовал  | Не участвовал  | Не участвовал  |
| 1977/78                                                                                  | Нью-Йорк        | 67               |                  | 26,3             | 48,4             |                  | 71,1             | 6,6              | 1,9              | 0,6              | 1,1              | 13,7             | 6              |                | 29,5           | 50,6           |                | 100,0          | 7,0            | 2,0            | 0,3            | 0,8            | 16,2           |
| 1978/79                                                                                  | Нью-Йорк        | 34               |                  | 30,1             | 48,9             |                  | 73,3             | 6,1              | 1,6              | 0,3              | 0,9              | 17,8             | Не участвовал  | Не участвовал  | Не участвовал  | Не участвовал  | Не участвовал  | Не участвовал  | Не участвовал  | Не участвовал  | Не участвовал  | Не участвовал  | Не участвовал  |
| 1978/79                                                                                  | Нью-Орлеан Джаз | 34               |                  | 39,4             | 49,7             |                  | 84,9             | 9,6              | 2,1              | 0,9              | 1,6              | 24,0             | Не участвовал  | Не участвовал  | Не участвовал  | Не участвовал  | Не участвовал  | Не участвовал  | Не участвовал  | Не участвовал  | Не участвовал  | Не участвовал  | Не участвовал  |
| 1979/80                                                                                  | Лейкерс         | 76               |                  | 20,3             | 48,7             | 25,0             | 77,2             | 4,6              | 1,2              | 0,5              | 0,8              | 9,7              | 11             |                | 13,2           | 47,2           | 0,0            | 81,3           | 2,4            | 0,4            | 0,0            | 0,5            | 5,7            |
| 1981/82                                                                                  | Вашингтон       | 76               | 63               | 27,4             | 47,6             | 0,0              | 84,2             | 5,6              | 0,8              | 0,6              | 0,9              | 13,3             | 7              | 0              | 33,0           | 49,6           | -              | 74,3           | 5,6            | 1,0            | 0,6            | 2,0            | 20,0           |
| 1982/83                                                                                  | Вашингтон       | 38               | 25               | 20,4             | 40,1             | 0,0              | 72,4             | 4,8              | 0,8              | 0,3              | 0,7              | 8,2              | Не участвовал  | Не участвовал  | Не участвовал  | Не участвовал  | Не участвовал  | Не участвовал  | Не участвовал  | Не участвовал  | Не участвовал  | Не участвовал  | Не участвовал  |
|                                                                                          | Всего           | 760              | 88               | 33,7             | 46,5             | 12,5             | 80,0             | 9,3              | 1,8              | 0,6              | 1,1              | 19,2             | 33             | 0              | 27,0           | 44,8           | 0,0            | 78,9           | 5,7            | 1,2            | 0,4            | 1,1            | 13,4           |
| Наведите курсор мыши на аббревиатуры в заголовке таблицы, чтобы прочесть их расшифровку. |                 |                  |                  |                  |                  |                  |                  |                  |                  |                  |                  |                  |                |                |                |                |                |                |                |                |                |                |                |